# Elisabeth Vlamyncx
Elisabeth Vlamyncx, död 1595, var en flamländsk kvinna som avrättades för häxeri.
Hennes fall tilldrog sig stor uppmärksamhet därför att hon tillhörde en annan samhällsklass än häxor vanligen gjorde. Elisabeth hade en son Pieter som var kannik i Kassel (Frankrike). Hennes man, Ghysbercht Ghuens, var förste rådman i Ninove och hennes svärson var löjtnant överfogde. Hon hade två bröder med viktiga positioner i städerna Veurne och Ypres. 
Hon angavs som medbrottsling av en annan person och torterades tills hon erkände sig skyldig. Hennes familj försökte intensivt att få henne frigiven. 
Hon brändes levande i Gent på Sint-Veerleplein 1595. 